# Estrela de Scholz
A estrela de Scholz (designada como WISE 0720-0846, ou mais totalmente como WISE J072003.20-084651.2) é um sistema estrelar binário localizado entre 17 e 23 anos-luz (5,1-7,2 parsecs) do Sol, na região sul da constelação de Monoceros, próximo ao plano galáctico. A estrela primária é uma anã vermelha com uma classificação estelar M9±1 e possui 86±2 vezes a massa de Júpiter. A estrela secundária é, provavelmente, uma anã marrom T5, com 65±12 vezes a massa de Júpiter. O sistema tem 0,15 vezes a massa solar. O par orbita a uma distância entre si de, aproximadamente, 0,8 UA (120 milhões de quilômetros; 74 milhões de milhas). O sistema tem uma magnitude aparente de 18,3 e estima-se ter entre 3 a 10 bilhões de anos de idade. Com uma paralaxe de 0,166 segundos de arco, o sistema binário está entre os 80 sistemas estelares conhecidos mais próximos do Sol. É uma descoberta tardia em relação às estrelas próximas, pois, os esforços anteriores se concentravam em objetos com um alto movimento próprio.
Existe a estimativa que o sistema estelar WISE 0720-0846 passou a, aproximadamente, apenas 52.000 UA (0,25 parsecs; 0,82 ano-luz) do Sol, há cerca de 70 mil anos. Simulações utilizando uma solução de 2-sigma com um nível de confiabilidade de 98%, mostram que o sistema estelar passou dentro de 120 mil UA (0,58 pc; 1,8 ano-luz) do Sol. Com essa passagem, cometas perturbados da nuvem de Oort exigiriam cerca de 2 milhões de anos para alcançarem o interior do Sistema Solar. Durante a aproximação, a estrela de Scholz poderia ter atingido uma magnitude aparente de cerca de 11,4. Espera-se que uma estrela passe através da Nuvem de Oort a cada 100 mil anos, aproximadamente. Uma abordagem tão próxima ou mais de 52 mil UA está prevista para acontecer a cada 9 milhões de anos.
O anúncio da descoberta desta estrela foi realizada pelo astrônomo Ralf-Dieter Scholz, do Institudo Leibniz de Astrofísica de Potsdam, através do arXiv, em novembro de 2013, que apelidou o sistema estelar de "estrela de Scholz".